# Helina Rüütel

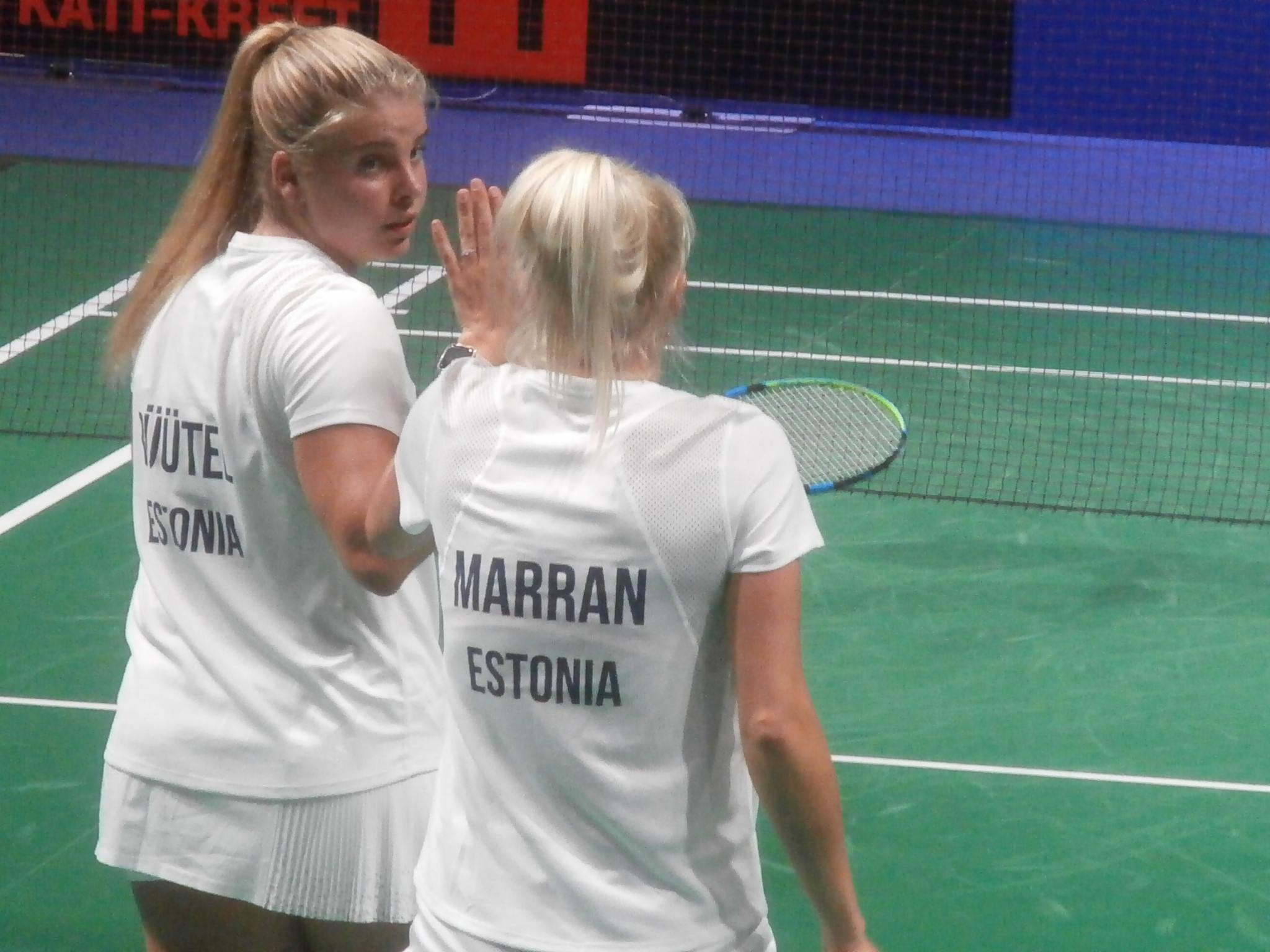
Helina Rüütel und Kati-Kreet Marran bei den Europaspielen 2019

Helina Rüütel (* 11. August 1997 in Tartu) ist eine estnische Badmintonspielerin.

## Karriere
Rüütel begann im Alter von acht Jahren beim Nõo Badminton-Club zu trainieren und trat ab der Altersklasse U11 in internationalen Turnieren an. 2013 wurde sie in die estnische Nationalmannschaft aufgenommen und war erstmals bei einem internationalen Wettkampf im Erwachsenenbereich erfolgreich, als sie bei den Riga International im Dameneinzel und Damendoppel mit Kristin Kuuba gewann. 2014 wurde Rüütel zum ersten Mal estnische Meisterin. Ein Jahr später wiederholte sie bei den internationalen Meisterschaften von Lettland den Erfolg im Doppel und erspielte bei der europäischen Juniorenmeisterschaft als erste Estin eine Medaille. Im nächsten Jahr siegte Rüütel auch im Mixed mit Raul Käsner bei der nationalen Meisterschaft. 2017 konnte sie ihre Erfolge um drei internationale Titel erweitern und erneut estnische Meisterin werden. Im Damendoppel siegte sie bei den Croatian International, den Lithuanian International und den Morocco International. Im Jahr darauf verteidigte Rüütel ihren ersten Platz bei den Lithuanian International und konnte auch bei den Latvia International triumphieren. 2019 errang sie ihre dritte estnische Meisterschaft im Damendoppel mit Kuuba, bevor diese sich entschloss sich auf die Einzeldisziplin zu konzentrieren. Mit ihrer neuen Partnerin fürs Damendoppel, Kati-Kreet Marran gewann Rüütel die Slovak Open und die Latvia International und zog bei den Europaspielen in Minsk überraschend ins Viertelfinale ein. Nach einer einjährigen Wettkampfpause aufgrund einer Knieverletzung und der COVID-19-Pandemie siegte sie 2020 zum dritten Mal in Folge bei den Latvia International im Doppel und erspielte dort auch ihren ersten internationalen Turniersieg im Mixed mit Mihkel Laanes. 2022 war Rüütel mit Marran bei den internationalen lettischen Meisterschaften und bei den nationalen Titelkämpfen siegreich.

## Sportliche Erfolge
| Jahr | Veranstaltung                    | Platz | Disziplin   | Spielpartner      |
| ---- | -------------------------------- | ----- | ----------- | ----------------- |
| 2013 | Riga International 2013          | 1.    | Dameneinzel |                   |
| 2013 | Riga International 2013          | 1.    | Damendoppel | Kristin Kuuba     |
| 2014 | Lithuanian International 2014    | 2.    | Damendoppel | Kristin Kuuba     |
| 2014 | Estnische Meisterschaft 2014     | 1.    | Damendoppel | Kristin Kuuba     |
| 2015 | Riga International 2015          | 1.    | Damendoppel | Kristin Kuuba     |
| 2015 | Junioreneuropameisterschaft 2015 | 3.    | Damendoppel | Kristin Kuuba     |
| 2016 | Estonian International 2016      | 2.    | Damendoppel | Kristin Kuuba     |
| 2016 | Estnische Meisterschaft 2016     | 1.    | Mixed       | Raul Käsner       |
| 2017 | Croatian International 2017      | 1.    | Damendoppel | Kristin Kuuba     |
| 2017 | Latvia International 2017        | 2.    | Damendoppel | Kristin Kuuba     |
| 2017 | Lithuanian International 2017    | 1.    | Damendoppel | Kristin Kuuba     |
| 2017 | Morocco International 2017       | 1.    | Damendoppel | Kristin Kuuba     |
| 2017 | KaBaL International 2017         | 2.    | Damendoppel | Kristin Kuuba     |
| 2017 | Estnische Meisterschaft 2017     | 1.    | Damendoppel | Kristin Kuuba     |
| 2018 | Latvia International 2018        | 1.    | Damendoppel | Kristin Kuuba     |
| 2018 | Lithuanian International 2018    | 1.    | Damendoppel | Kristin Kuuba     |
| 2018 | Norwegian International 2018     | 2.    | Damendoppel | Kati-Kreet Marran |
| 2019 | Slovak Open 2019                 | 1.    | Damendoppel | Kati-Kreet Marran |
| 2019 | Latvia International 2019        | 1.    | Damendoppel | Kati-Kreet Marran |
| 2019 | Estnische Meisterschaft 2019     | 1.    | Damendoppel | Kristin Kuuba     |
| 2020 | Latvia International 2020        | 1.    | Damendoppel | Kati-Kreet Marran |
| 2020 | Latvia International 2020        | 1.    | Mixed       | Mihkel Laanes     |
| 2021 | Portugal International 2021      | 2.    | Damendoppel | Kati-Kreet Marran |
| 2022 | Latvia International 2022        | 1.    | Damendoppel | Kati-Kreet Marran |
| 2022 | Estnische Meisterschaft 2022     | 1.    | Damendoppel | Kati-Kreet Marran |
| 2023 | Latvia International 2023        | 1.    | Damendoppel | Kati-Kreet Marran |